# Michael Langhi
Michael Langhi ( São Carlos, 2 de abril de 1985) é um campeão mundial de Jiu-jitsu brasileiro (BJJ) no Campeonato Mundial de Jiu-Jitsu e no Campeonato Mundial de Jiu-Jitsu  No-Gi IBJJF. Langhi faz parte de um seleto grupo de lutadores que conquistaram os quatro principais campeonatos com quimono mais de uma vez: Campeonato Mundial (3 vezes), Campeonato Europeu (6 vezes), Campeonato Pan-Americano (2 vezes) e Campeonato Brasileiro (4 vezes).
Langhi começou a treinar em 2002 sob a orientação de Rubens Charles Maciel [en] em sua academia em São Carlos. Antes de receber a faixa-preta, Langhi já era multicampeão mundial nas faixas azul, roxa e marrom. Em 2009, foi premiado como o melhor competidor de jiu-jitsu do ano. O talento para o jiu-jitsu é uma característica familiar, já que seu irmão, Michel Langhi, também é multicampeão mundial pela IBJJF.
Langhi aposentou-se das competições durante o Campeonato Mundial da IBJJF de 2019.
Considerado amplamente um dos melhores competidores da categoria peso-leve de todos os tempos, Langhi também é reconhecido globalmente como um excepcional treinador de jiu-jitsu, tendo ministrado seminários no Brasil e em diversos países, como Finlândia e Croácia.
Ele é o CEO do clube Alliance Jiu Jitsu, 13 vezes campeão mundial, em São Paulo, onde leciona ao lado do mestre de 7º grau de faixa vermelha e preta Fábio Gurgel e treina com diversos campeões mundiais.